# Deutschland sucht den Superstar
Deutschland sucht den Superstar – niemiecki program telewizyjny (nazywany w skrócie DSDS) emitowany przez telewizję RTL. W Polsce program znany jako Idol.

## Edycja 1
Pierwsza edycja rozpoczęła się bez większego rozgłosu w październiku 2002. Program prowadzili Michelle Hunziker oraz były aktor Carsten Spengemann, w jury zasiedli zaś producent, kompozytor i tekściarz znany m.in. z Modern Talking – Dieter Bohlen, radiowiec Thomas Bug, dziennikarka muzyczna Shona Fraser, i były prezydent BMG Germany, Thomas Stein. Show szybko zyskał na popularności tak dzięki uczestnikom, jak i ostrym oraz zabawnym komentarzom w wykonaniu członków jury (zdecydowanie przodował w tym Bohlen). Finałowe odcinki programu oglądało nawet 12 milionów telewidzów.
Zwycięzcą został Alexander Klaws, który w nagrodę otrzymał kontrakt płytowy w wytwórni BMG. Już 9 dni po finale, Klaws wydał swój pierwszy singel „Take Me Tonight”, który zadebiutował na 1. miejscu niemieckiej listy bestsellerów, a w rocznym zestawieniu przegrał jedynie z „We Have A Dream”, utworem wykonywanym przez całą dziesiątkę finalistów. Utwór w wykonaniu Klawsa oraz Juliette Schoppmann został nagrany jeszcze przed finałem, dzięki czemu stacje radiowe puszczały go już kilka dni po zakończeniu programu. Intensywnej promocji dopełniały liczne programy oraz częsta emisja teledysków w stacjach muzycznych MTV oraz VIVA. Alexander Klaws nagrał dotąd cztery albumy i osiem singli, największy sukces odnosząc z początkowymi. Płyty Take Your Chance oraz Here I Am, wyprodukowane przez Bohlena, dotarły do pierwszego miejsca niemieckiej listy przebojów, jednak kolejne – Attention i niemieckojęzyczna Was Willst Du Noch?! – nagrane bez udziału Bohlena, sprzedawały się już bardzo słabo.

### Finaliści
| Finalista                 | Data odpadnięcia |
| ------------------------- | ---------------- |
| 1. Alexander Klaws        | Zwycięzca        |
| 2. Juliete Schoppmann     | 8 marca          |
| 3. Daniel Küblböck        | 1 marca          |
| 4. Vanessa Struhler       | 8 lutego         |
| 5. Gracia Baur            | 1 lutego         |
| 6. Nicole Süßmilch        | 18 stycznia      |
| 7. Daniel Lopes           | 11 stycznia      |
| 8. Nektarios Bamiatzis    | 4 stycznia       |
| 9. Judith Lefeber         | Na własną prośbę |
| 10. Andrea Josten         | 28 grudnia       |
| 11. Stephanie Brauckmeyer | 21 grudnia       |

## Edycja 2
W drugiej edycji prowadzący oraz jury nie zmienili się. W przeciwieństwie do pierwszej, od początku programowi towarzyszyło duże zainteresowanie podsycane przez intensywne działania promocyjne. Przyniosło to jednak efekt odwrotny od zamierzonego, gdyż ludzie znudzeni wszechobecnością DSDS mniej chętnie oglądali koncerty finałowe oraz oddawali mniej telefonicznych głosów.
Tym razem program wygrała Elli Erl. W przeciwieństwie do Alexandra Klawsa, nagrała z Bohlenem tylko finałowy utwór „This Is My Life” oraz zażyczyła sobie nakręcenia teledysku do wersji akustycznej, nie zaś oryginalnej. Odmówiła dalszej współpracy z powodu osobistych i artystycznych konflików z Bohlenem. Elli nad swoim kolejnym singlem „In My Dreams” pracowała samodzielnie, jednak nie odniósł on większego sukcesu (#40 w Niemczech). Także debiutancki album Shout It Out oraz kolejne single go promujące sprzedawały się słabo.
W przeciwieństwie do pierwszej edycji, tym razem niewielu finalistom udało się wydać własne płyty. Zdobywca trzeciego miejsca Phillipe Bühler wydał dwa single, „Warum?” und „Ich Kann Dich Lieben”, obydwa weszły do niemieckiej listy 40 najchętniej kupowanych. Anke Wagner (szósta) wydała płytę z niezależną wytwórnią Perleberg, jednak ani singel ani album nie weszły na listy przebojów. Benjamin Martell (czwarty) podpisał kontrakt z BMG, jednak stracił go domagając się możliwości samodzielnego opracowania materiału.

### Finaliści
| Finalista               | Data odpadnięcia |
| ----------------------- | ---------------- |
| 1. Elli Erl             | Zwyciężczyni     |
| 2. Denise Tillmanns     | 13 marca         |
| 3. Phillipe Bühler      | 21 lutego        |
| 4. Benjamin Martell     | 14 lutego        |
| 5. Gunther Göbbel       | 7 lutego         |
| 6. Anke Wagner          | 31 stycznia      |
| 7. Aida Ilijasevic      | 17 stycznia      |
| 8. Judith Burmeister    | 10 stycznia      |
| 10. Kemi Awosogba       | 20 grudnia       |
| 11. Lorenzo Woodard     | 13 grudnia       |
| 12. Steffen Frommberger | 29 listopada     |
| 13. Jessica Houston     | 22 listopada     |
| 14. Ricky Ord           | 22 listopada     |

## Edycja 3
Po dwuletniej przerwie RTL wznowił produkcję programu. Dotychczasowych prowadzących zastąpili Marco Schreyl oraz Tooske Ragas. W jury pozostał jedynie Dieter Bohlen, dołączyli do niego menedżerka muzyczna Sylvia Kollek oraz dziennikarz Heinz Henn.
Program wygrał Tobias Regner.

### Finaliści
| Finalista                | Data odpadnięcia |
| ------------------------ | ---------------- |
| 1. Tobias Regner         | Zwycięzca        |
| 2. Mike Leon Grosch      | 18 marca         |
| 3. Vanessa Jean Dedmon   | 11 marca         |
| 4. Nevio Passaro         | 25 lutego        |
| 5. Didi Knoblauch        | 18 lutego        |
| 6. Anna-Maria Zimmermann | 11 lutego        |
| 7. Daniel Muñoz          | 4 lutego         |
| 8. Lena Hanenberg        | 21 stycznia      |
| 9. Stephan Darnstaedt    | Na własną prośbę |
| 10. Dascha Semcov        | 14 stycznia      |
| 11. Carolina Escolano    | 7 stycznia       |

## Edycja 4
Czwarta edycja przypadła na rok 2006. Skład prowadzących nie zmienił się, choć Tooske Ragas z uwagi na narodziny dziecka opuściła kilka odcinków.
Na dwa koncerty przed finałem programu, producenci zdyskwalifikowali Maxa Buskohla. Powodem było niewywiązywanie się z obowiązków promocyjnych oraz rozbieżności w kwestii kontraktu płytowego. Buskohl żądał umowy dla całego swojego zespołu Empty Trash, RTL oraz wytwórnia Sony BMG zgadzały się wyłącznie na wydanie jego solowej płyty. Zwolnione przez Buskohla miejsce w programie zajął wyeliminowany po ostatnim koncercie Martin Stosch, otrzymując w ten sposób swoją drugą szansę.
Zwycięzca Mark Medlock zdobył w finale 78% głosów. Od tej pory współpracuje z Bohlenem, a na swoim koncie ma już 4 albumy, które zdobyły ogromną popularność w krajach niemieckojęzycznych.

### Finaliści
| Finalista         | Data odpadnięcia                                             |
| ----------------- | ------------------------------------------------------------ |
| 1. Mark Medlock   | Zwycięzca                                                    |
| 2. Martin Stosch  | 5 maja + powrót do programu po dyskwalifikacji Maxa Buskohla |
| 3. Lisa Bund      | 28 kwietnia                                                  |
| 4. Max Buskohl    | 22 kwietnia zdyskwalifikowany                                |
| 5. Lauren Talbot  | 14 kwietnia                                                  |
| 6. Thomas Enns    | 7 kwietnia                                                   |
| 7. Francisca Urio | 31 marca                                                     |
| 8. Julia Falke    | 17 marca                                                     |
| 9. Jonathan Enns  | 10 marca                                                     |
| 10. Laura Martin  | 24 lutego                                                    |

## Edycja 5
Po sukcesie czwartej edycji programu, telewizja RTL postanowiła podjąć się produkcji jeszcze jednej. W jury Heinza Henna zastąpił Andreas „Bär” Läsker. Tą edycje wygrał pochodzący ze Śląska Thomas Godoj (ur. 6 marca 1978 w Rybniku) z 62,4% głosów.

### Finaliści
| Finalista           | Data odpadnięcia |
| ------------------- | ---------------- |
| 1. Thomas Godoj     | Zwycięzca        |
| 2. Fady Maalouf     | 17 marca         |
| 3. Linda Teodosiu   | 11 kwietnia      |
| 4. Monika Ivkic     | 3 kwietnia       |
| 5. Rania Zeriri     | 26 kwietnia      |
| 6. Benjamin Herd    | 19 kwietnia      |
| 7. Collins Owusu    | 12 kwietnia      |
| 8. Stella Salato    | 5 kwietnia       |
| 9. Sahra Drone      | 22 marca         |
| 11. Jermaine Alford | 15 marca         |

### Jury
- Dieter Bohlen
- Andreas Läsker
- Anja Lukaseder

Castingi odbywały się w następujących miastach
- Berlin (wszystkie 4 edycje)
- Monachium (wszystkie 4 edycje)
- Kolonia (edycja 1,2 i 4)
- Lipsk (edycja 2)
- Wuppertal (edycja 3)
- Hamburg (wszystkie 4 edycje)
- Majorka (edycja 4)
- Frankfurt (edycja 4)
- Drezno (edycja 4)
- Stuttgart (edycja 4)
- Wiesbaden (edycja 4)

## Edycja 6
W roku 2008/2009 odbyła się także 6 edycja programu. Wygrał Daniel Schuhmacher.

### Finaliści
| Finalista                | Data odpadnięcia |
| ------------------------ | ---------------- |
| 1. Daniel Schuhmacher    | Zwycięzca        |
| 2. Sarah Kreuz           | 9 maja           |
| 3. Annemarie Eilfeld     | 2 maja           |
| 4. Dominik Büchele       | 25 kwietnia      |
| 5. Benny Kieckhäben      | 18 kwietnia      |
| 6. Vanessa Neigert       | 11 kwietnia      |
| 7. Holger Göpfert        | 4 kwietnia       |
| 8. Marc Jentzen          | 21 marca         |
| 9. Cornelia Patzlsperger | 14 marca         |
| 10. Michelle Bowers      | 7 marca          |

### Jury
- Dieter Bohlen
- Nina Eichinger
- Volker Neumüller

## Edycja 7
Zwycięzcą 7.edycji został Mehrzad Marashi, uzyskując w finale 56,4% głosów. Drugie miejsce zdobył Menowin Fröhlich- 43,6%.

### Finaliści
| Finalista           | Data odpadnięcia |
| ------------------- | ---------------- |
| 1. Mehrzad Marashi  | Zwycięzca        |
| 2. Menowin Fröhlich | –                |
| 3. Manuel Hoffmann  | –                |
| 4. Kim Debkowski    | –                |
| 5. Thomas Karaoglan | –                |
| 6. Helmut Orosz     | –                |
| 7. Ines Redjeb      | –                |
| 8. Nelson Sangaré   | –                |
| 9. Marcel Pluschke  | –                |
| 10. Steffi Landerer | –                |

## Edycja 8
W ósmej edycji zwyciężył Pietro Lombardi, pokonując w finale swoją dziewczynę- Sarah Engels, która od 1 marca 2013 roku jest jego żoną.

### Finaliści
| Finalista                 | Data odpadnięcia                       |
| ------------------------- | -------------------------------------- |
| 1. Pietro Lombardi        | Zwycięzca                              |
| 2. Sarah Engels           | –                                      |
| 3. Ardian Bujupi          | –                                      |
| 4. Marco Angelini         | –                                      |
| 5. Sebastian Wurth        | –                                      |
| 6. Zazou Mall             | –                                      |
| 7. Norman Langen          | –                                      |
| 8. Anna-Carina Woitschack | –                                      |
| 9. Marvin Cybulski        | –                                      |
| 10. Nina Richel           | opuściła program z powodów zdrowotnych |

### Jury
- Dieter Bohlen
- Fernanda Brandao
- Patrick Nuo

## Edycja 9
Dziewiątą edycję programu, zwyciężył Szwajcar – Luca Hänni. W finale wygrał z Daniele Negroni.

### Finaliści
| Finalista           | Data odpadnięcia |
| ------------------- | ---------------- |
| 1. Luca Hänni       | Zwycięzca        |
| 2. Daniele Negroni  | –                |
| 3. Jesse Ritch      | –                |
| 4. Fabienne Rothe   | –                |
| 5. Joey Heindle     | –                |
| 6. Kristof Hering   | –                |
| 7. Hamed Anousheh   | –                |
| 8. Vanessa Krasniqi | –                |
| 9. Silvia Amaru     | –                |
| 10. Thomas Pegram   | –                |

### Jury
- Dieter Bohlen
- Natalie Horler
- Bruce Darnell

## Edycja 10
Dziesiąta edycja to jednocześnie jubileuszowa edycja programu. Moderatorami zostali Nazan Eckers i Paul Richter. W finale o zwycięstwo walczyły dwie dziewczyny: Lisa Wohlgemuth i Beatrice Egli. Z powodów zdrowotnych, udział Lisy w finale był do ostatniej chwili niepewny. Zgodnie z regulaminem DSDS, rozważany był powrót do programu Ricardo Bieleckiego, który zajął trzecie miejsce. Bielecki ma polskie korzenie. W nagrodę za to, że przygotowywał się do zastąpienia Lisy przez ostatnie dni przed finałem, zaśpiewał na finałowej scenie, jednak już poza konkursem. Ostatecznie Lisa zajęła drugie miejsce. Zwyciężyła Beatrice Egli, śpiewająca niemieckie szlagiery, zdobywając 70,25% głosów.

### Finaliści
| Finalista            | Data odpadnięcia |
| -------------------- | ---------------- |
| 1. Beatrice Egli     | Zwyciężczyni     |
| 2. Lisa Wohlgemuth   | 11 maja          |
| 3. Ricardo Bielecki  | 4 maja           |
| 4. Susan Albers      | 27 kwietnia      |
| 5. Erwin Kintop      | 20 kwietnia      |
| 6. Tim David Weller  | 13 kwietnia      |
| 7. Simone Mangiapane | 6 kwietnia       |
| 8. Timo Tiggeler     | 30 marca         |
| 9. Maurice Glover    | 23 marca         |
| 10. Nora Ferjani     | 16 marca         |

### Jury
- Dieter Bohlen
- Bill Kaulitz i Tom Kaulitz (z Tokio Hotel)
- Mateo Jaschik (Itchyban z Culcha Candela)

## Edycja 11
Jedenastą edycję show wygrała Aneta Sablik urodzona w Polsce (Bielsko-Biała). W finale pokonała mającą tureckie korzenie Meltem Acikgöz.

## Edycja 12
Dwunastą edycję wygrał z pochodzenia Włoch – Severino Seeger.

## Edycja 13
Prince Damien Ritzinger wygrał trzynastą edycję.

## Edycja 14
Czternastą edycję wygrał Amerykanin Alphonso Williams.

## Edycja 15
Piętnastą edycję show wygrała Marie Wegener.